# Into The Void
«Into the Void» (в пер. з англ. «В порожнечу») — третій сингл американського індастріал-гурту Nine Inch Nails з альбому The Fragile. Реліз «Into the Void» відбувся 10 січня 2000 року. У систему нумерації Halo сингл не входить.

## Про сингл
Композиція «Into the Void» вийшла як сингл лише в Австралії. Попри те, що реліз не має свого номера Halo, американське видання синглу було неправильно пронумеровано як Halo 16.
Версія пісні «The Perfect Drug», включена в цей сингл, трохи довше, ніж та, яка була представлена на саундтреку до фільму Загублене шосе. Точно така ж подовжена версія з'явилася на одному з видань синглу «We're in This Together».

## Відеокліп
Музичне відео для пісні було знято Уолтером Стерном та Джеффом Річтер. Кліп починається з зображень особи Трента Резнор великим  планом. Пізніше в відео показується група Nine Inch Nails, яка в червоній кімнаті грає пісню «Into the Void». Відеокліп завершується тим, що музиканти, зрештою, розбивають свої інструменти.
Кліп отримав позитивні відгуки від критиків і в 2000 році був номінований на премію «MTV Video Music Awards» у категорії «Прорив», але програв відеокліпу «All Is Full of Love» співачки Бйорк, знятого Крісом Каннінгемом.

## Список композицій
1. "Into the Void" — 4:52
2. "We're in This Together" — 7:18
3. "The Perfect Drug" — 5:43
4. "The New Flesh" — 3:40

## Позиції в чартах
| Чарт                   | Найвища позиція |
| ---------------------- | --------------- |
| Modern Rock Tracks     | 11              |
| Mainstream Rock Tracks | 27              |